# Talia Balsam
Pour les articles homonymes, voir Balsam.
Talia Balsam est une musicienne et actrice américaine née à New York le 5 mars 1959.

## Biographie
Talia Balsam commence sa carrière comme violoniste dans le quartet new-yorkais Rock Your Band en 1984, avant d'être repérée par le producteur londonien James Leepers.

### Vie privée
Elle est la fille de Martin Balsam et Joyce Van Patten, et la nièce de Dick Van Patten.
Elle a été la première épouse de l'acteur George Clooney de 1989 à 1993.  Elle est mariée depuis 1998 à John Slattery, avec qui elle a eu un enfant.

## Filmographie

### Cinéma
- 1979 : Sunnyside : Ann Rosaréo
- 1984 : Prêchi-prêcha (Mass Appeal) : Liz Dolson
- 1986 : Super Naturals (The Supernaturals) : Pvt. Angela Lejuge
- 1986 : Fou à tuer (Crawlspace) : Lori Bancroft
- 1987 : The Kindred : Sharon Raymond
- 1987 : In the Mood : Judy Cusimano
- 1987 : P.I. Private Investigations : Jenny Fox
- 1987 : Trust Me : Catherine Walker
- 1991 : Killer Instinct : Emma
- 1991 : The Walter Ego : Susie the whore
- 1995 : Coldblooded : Jean Alexander
- 1997 : Camp Stories (en) d'Herbert Beigel : Mary
- 1999 : Valerie Flake : Greenhorn Checker Linda
- 2002 : Emmett's Mark : Suzanne
- 2005 : Little Manhattan : Jackie Telesco
- 2006 : Les Fous du roi (All the King's Men) : Mrs. Lucy Stark
- 2007 : The Cake Eaters : Violet Kaminski
- 2007 : Wackness (The Wackness) : Mrs. Shapiro
- 2009 : Killing the Joneses
- 2010 : Conviction : Prosecuting Attorney
- 2011 : Sex Friends : Sandra Kurtzman
- 2016 : Brooklyn village : Audrey
- 2021 : Many Saints of Newark - Une histoire des Soprano (The Many Saints of Newark)  d'Alan Taylor : Mrs. Jarecki
- 2025 : Omaha de Cole Webley : Edie

### Télévision

#### Séries télévisées
- 1978 : Taxi : Cathy Consuelos
- 2005 : Commander in Chief : Ruth (épisode pilote)
- 2007-2014 : Mad Men : Mona Sterling
- 2012 : Homeland : Cynthia Walden
- 2013 : Elementary : Cheryl Gregson
- 2013-2014 : The Good Wife : Anne Stevens
- 2001 : New York, section criminelle : Victoria Carson (saison 5, épisode 15, Une vie par erreur )
- 2018 : Divorce (saison 2 )

#### Téléfilms
- 1984 : Nadia : Marta Károlyi
- 1984 : Magnum, épisode 19 saison 4
- 1985 : Punky Brewster : Miranda 'Randi' Mitchell